# Коракуэн (станция)

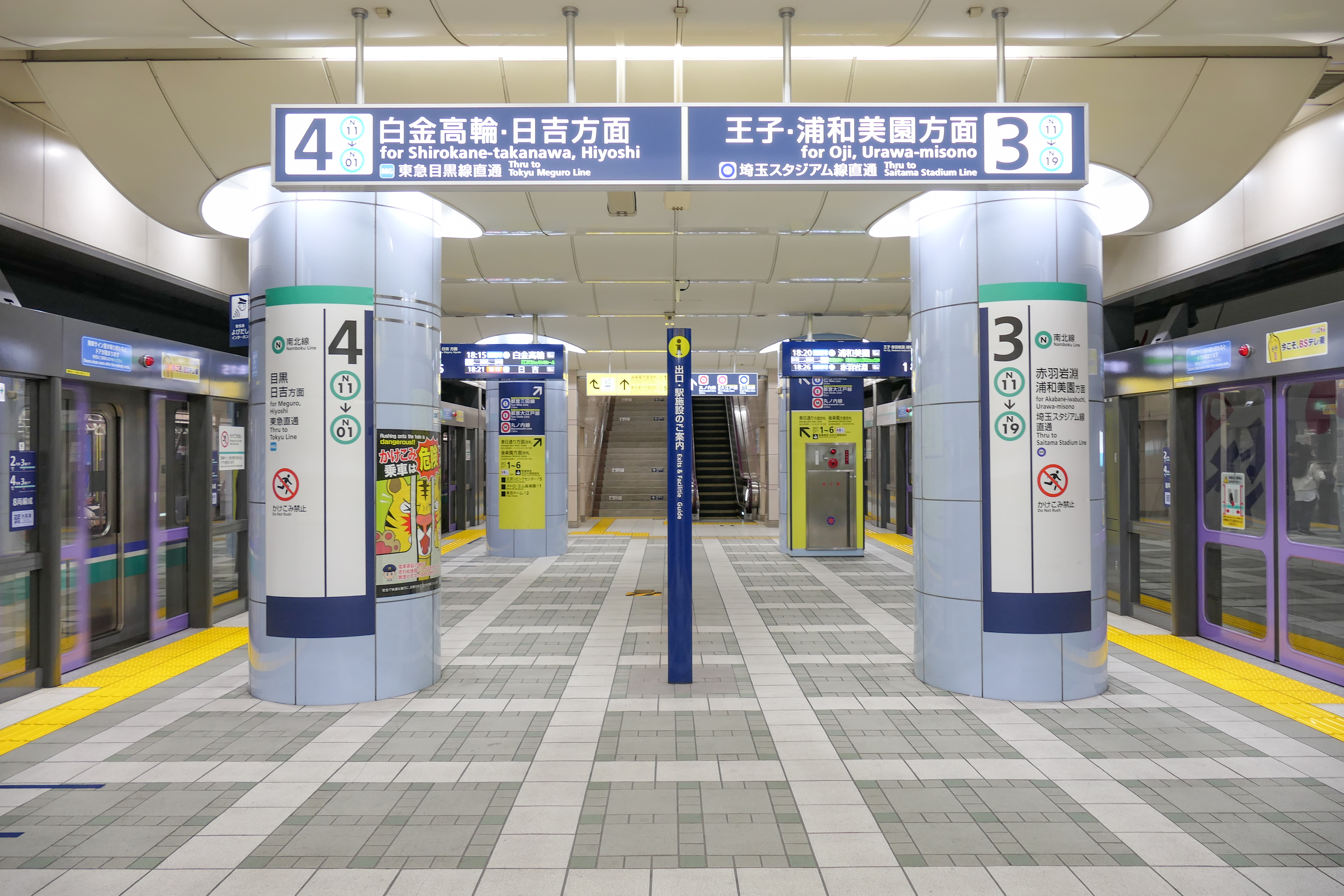
Платформа линии Намбоку

Станция Коракуэн (яп. 後楽園駅 ко:ракуэн эки) — железнодорожная станция на линиях Намбоку и Маруноути, расположенная в специальном районе Бункё, Токио. Станция обозначена номером M-22 на линии Маруноути и N-11 на линии Намбоку. В окрестностях станции расположен бейсбольный стадион Токио Доум. На платформе линии Намбоку установлены платформенные раздвижные двери. На платформе линии Маруноути установлены автоматические платформенные ворота.

## Планировка станции
Две платформы бокового типа, 1 платформа островного типа и 4 пути.
| 1 | ○ Линия Маруноути | Синдзюку, Накано-Сакауэ, Огикубо                          |
| 2 | ○ Линия Маруноути | Икэбукуро                                                 |
| 3 | ○ Линия Намбоку   | Комагомэ, Акабанэ-Ивабути, Урава-Мисоно                   |
| 4 | ○ Линия Намбоку   | Нагататё, Сироканэ-Таканава, Мэгуро, (Линия Мэгуро) Хиёси |

## Близлежащие станции
| «             |  | Линия           |  | »        |
| ------------- |  | --------------- |  | -------- |
| Хонго-Сантёмэ |  | Линия Маруноути |  | Мёгадани |
| Иидабаси      |  | Линия Намбоку   |  | Тодаймаэ |